# Bayerischer Eissport-Verband
Der Bayerische Eissport-Verband (BEV) ist der bayerische Fachverband für die Eissportarten und damit auch Mitglied im Bayerischen Landes-Sportverband und in den jeweiligen Bundesfachsportverbänden. Gegründet wurde der Verband zwischen den beiden Weltkriegen. Er ist unterteilt in die Fachsparten Eishockey, Eiskunstlauf, Curling, Eisstocksport und Eisschnelllauf.

## Geschichte
1906 gründete sich in Nürnberg der Bayerischen Eislaufbezirks als Landesvereinigung für Eislaufsport. Die Gründung erfolgte unter anderem unter Beteiligung des Kunsteislaufweltmeister G. Fuchs. Die Gründungsvereine des Verbandes kamen aus Augsburg, Bamberg, Lindau, München und Nürnberg. Die Vorbereitungsarbeiten des Verbandes für die Einführung der Sportarten Eishockey und Eisstockschießen, werden durch den Ausbruch des Ersten Weltkrieges 1914 verhindert.
Nach dem Ersten Weltkrieg wurde der Verband neu aufgestellt und am 10. April 1925 unter dem Namen Bayerischer Eissportverband einer von neun Landeseissportverbänden des Deutschen Eislauf-Verbands. Nach der Aufnahme der Rollsportarten wurde der Verband 1932 in Bayerischer Eis- und Rollsportverband umbenannt. 1934 erfolgte die Umwandlung des Verbandes in den Sportbereich 16 des Fachamts für Eis- und Rollschuhsport im Rahmen der Auflösung der eigenständigen Sportverbände.
Am 15. September 1946 gründete sich der Bayerische Eissport-Verband in München neu.

### Präsidenten
- 1949 bis 1972 Ferdinand Baumer
- 1972 bis 1988 Ernst Gabriel
- 1988 bis 2024 Dieter Hillebrand
- seit 2024 Anton Weitl

## Spielbetrieb Eishockey
Die Fachsparte Eishockey des Verbandes organisiert den bayerischen Amateurligenspielbetrieb im Eishockey, der sich für den Seniorenbereich und die Nachwuchsaltersklassen von Junioren, Jugend und Schülern in Bayernliga, Landesliga Bayern und Bezirksliga Bayern unterteilt. Als Besonderheit wurden von der Fachsparte noch bis 2006/07 Natureisligen durchgeführt, an deren Jugendspielklasse zuletzt drei Mannschaften aus Thanning, Lenggries und Gaißach teilnahmen.
Aus dem Bereich des BEV sind derzeit 5 Vereine in der DEL, 5 Vereine in der DEL2 und 12 Vereine unter dem Dach des DEB in der Oberliga Süd vertreten.
| DEL                  | DEL2                |
| -------------------- | ------------------- |
| Augsburger Panther   | Starbulls Rosenheim |
| ERC Ingolstadt       | ESV Kaufbeuren      |
| EHC Red Bull München | EV Landshut         |
| Nürnberg Ice Tigers  | Eisbären Regensburg |
| Straubing Tigers     | Blue Devils Weiden  |
| –                    | –                   |

| Oberliga Süd         | Oberliga Süd           |
| -------------------- | ---------------------- |
| Deggendorfer SC      | EHF Passau Black Hawks |
| EV Füssen            | EC Peiting             |
| Höchstadt Alligators | SC Riessersee          |
| EV Lindau Islanders  | onesto Tigers Bayreuth |
| ECDC Memmingen       | Tölzer Löwen           |
| Selber Wölfe (A)     | TSV Erding (N)         |

### Statistik Deutscher Eishockey-Meister aus Bayern
Aktuell bis Saison 2024/25
| Mannschaft           | Regierungsbezirk  | Meisterschaft | Vizemeister | Finalteilnahmen |
| -------------------- | ----------------- | ------------- | ----------- | --------------- |
| EV Füssen            | Schwaben (Bayern) | 16            | 6           | 22              |
| SC Riessersee        | Oberbayern        | 10            | 15          | 25              |
| EHC Red Bull München | Oberbayern        | 4             | 2           | 6               |
| SB Rosenheim         | Oberbayern        | 3             | 3           | 6               |
| EC Bad Tölz          | Oberbayern        | 2             | 8           | 10              |
| EV Landshut          | Niederbayern      | 2             | 4           | 6               |
| MTV 1879 München     | Oberbayern        | 1             | 4           | 5               |
| ERC Ingolstadt       | Oberbayern        | 1             | 2           | 3               |
| München Barons       | Oberbayern        | 1             | 1           | 2               |
| EC Hedos München     | Oberbayern        | 1             | –           | 1               |
| Nürnberg Ice Tigers  | Mittelfranken     | –             | 2           | 2               |
| Augsburger Panther   | Schwaben (Bayern) | –             | 1           | 1               |
| Gesamt               |                   | 41            | 48          | 89              |

- Von den bisher 103 ausgespielten Deutschen Meisterschaften standen 89-mal (86 %) Bayerische Vereine im Finale, von denen 41 (40 %) gewonnen wurden.
- In der Saison 2019/20 wurden die Meister-Playoffs wegen der COVID-19-Pandemie nicht ausgespielt. Hauptrundensieger war der EHC Red Bull München, der die Runde mit sechs Punkten Vorsprung abschloss. Zweitbestes Bayerisches Team waren die Straubing Tigers, die die Saison als Hauptrundendritter beendeten. 2022/23 gab es nach 88 Jahren wieder ein bayerisches Finale um die „Deutsche Meisterschaft“.

## Bayerische Meisterschaften
Ab 1912/13 nahmen bayerische Mannschaften an der Endrunde zur Deutschen Meisterschaft teil. Von 1919 bis 1948 wurde der Bayerische Eishockeymeister in Form von Endrunden ausgespielt und qualifizierte sich damit auch zur Teilnahme an der deutschen Meisterschaft. Von 1949 bis 1968 wurde der Bayerische Meister im Spielbetrieb der Bayerischen Landesliga ermittelt, die in der Zeit als II. bis IV. Liga eingestuft war. Seit der 1968 eingeführten Eishockey-Bayernliga ist der Meister der Liga auch Bayerischer Meister. Aktuell ist die Bayernliga als vierthöchste Spielklasse im Deutschen Ligensystem geführt.

### Saisonstatistik seit 1968
Zur Saison 1968/69 wurde die Eishockey-Bayernliga (BYL) eingeführt, deren Meister als Bayerischer Meister bezeichnet wird.
| Bayernliga Saison | Bayerischer Meister   | Vizemeister         | Klasse | Endrundeninfo |
| ----------------- | --------------------- | ------------------- | ------ | --- |
| 2024/25           | TSV Erding            | EHC Königsbrunn     | I V    | Aufsteiger OL: TSV Erding |
| 2023/24           | EHC Königsbrunn       | TSV Peißenberg      | I V    | Der EHC Königsbrunn ist sportlich für die Oberliga qualifiziert. (Aufstiegsverzicht)                                            |
| 2022/23           | EHC Königsbrunn       | TEV Miesbach        | I V    | Der EHC Königsbrunn ist sportlich für die Oberliga qualifiziert. (Aufstiegsverzicht)                                            |
| 2021/22           | EHC Klostersee        | TEV Miesbach        | I V    | Aufsteiger OL: EHC Klostersee                                                                                                   |
| 2020/21           | –                     | –                   | I V    | Nach neun Spieltagen Saisonabbruch wegen COVID-19-Pandemie                                                                      |
| 2019/20           | TEV Miesbach          | EHF Passau          | I V    | Aufsteiger OL: EHF Passau, HC Landsberg                                                                                         |
| 2018/19           | EV Füssen             | TEV Miesbach        | I V    | Aufsteiger OL: EV Füssen |
| 2017/18           | Höchstadter EC        | ESC Dorfen          | I V    | Aufsteiger OL: Höchstadt |
| 2016/17           | ECDC Memmingen        | TSV Erding          | I V.   | Aufsteiger OL: Memmingen, Miesbach                                                                                              |
| 2015/16           | EHC Waldkraiburg      | Höchstadter EC      | I V.   | Aufsteiger OL: Waldkraiburg, Höchstadt, Lindau                                                                                  |
| 2014/15           | EV Lindau             | Höchstadt EC        | I V.   | Kein Aufsteiger |
| 2013/14           | ERC Sonthofen         | ECDC Memmingen      | I V.   | Aufsteiger OL: ERC Sonthofen |
| 2012/13           | EHC Bayreuth          | ERC Sonthofen       | I V.   | Aufsteiger OL: Bayreuth |
| 2011/12           | ERV Schweinfurt       | EV Weiden           | I V.   | Aufsteiger OL: Schweinfurt, Weiden                                                                                              |
| 2010/11           | ERC Sonthofen         | TSV Erding          | I V.   | Aufsteiger OL: TSV Erding |
| 2009/10           | TEV Miesbach          | VER Selb            | I V.   | Aufsteiger OL: Selb |
| 2008/09           | ERV Schweinfurt       | TSV Peißenberg      | I V.   | Kein Aufsteiger |
| 2007/08           | EHC Waldkraiburg      | EC Pfaffenhofen     | I V.   | Kein Aufsteiger |
| 2006/07           | EHF Passau            | Deggendorfer SC     | I V.   | Aufsteiger OL: Passau, Deggendorf                                                                                               |
| 2005/06           | Höchstadter EC        | EHC Waldkraiburg    | I V.   | Kein Aufsteiger |
| 2004/05           | EV Landsberg 2000     | EC Pfaffenhofen     | I V.   | Aufsteiger OL: EV Landsberg 2000                                                                                                |
| 2003/04           | Starbulls Rosenheim   | EV Landsberg 2000   | I V.   | Aufsteiger OL: Starbulls Rosenheim                                                                                              |
| 2002/03           | EHC München 98        | EV Landsberg 2000   | I V.   | Aufsteiger in die Oberliga: EHC München 98                                                                                      |
| 2001/02           | EA Schongau           | ESV Königsbrunn     | V.     | RL-Bayernliga wird viertklassig.                                                                                                |
| 2000/01           | Höchstadter EC        | ERC Sonthofen       | V.     | Aufsteiger RL (4. Liga): Höchstadt                                                                                              |
| 1999/00           | ERV Schweinfurt       | Augsburger EV       | V.     | Aufsteiger RL (4. Liga): Schweinfurt, Augsburger EV                                                                             |
| 1998/99           | EHC Memmingen         | EA Kempten          | V.     | Aufsteiger in die RL (4. Liga): Memmingen, Kempten                                                                              |
| 1997/98           | ESC München           | EHC Bad Aibling     | IV.    | Aufsteiger in die 2. Liga: München, Bad Aibling                                                                                 |
| 1996/97           | ESV Bayreuth          | EC Pfaffenhofen     | IV.    | Aufsteiger in die 2. Liga: Bayreuth, Pfaffenhofen                                                                               |
| 1995/96           | ESC Dorfen            | EA Kempten          | IV.    | Aufsteiger in die 2. Liga: Dorfen, Kempten                                                                                      |
| 1994/95           | Wanderers Germering   | ERC Haßfurt         | IV.    | Aufsteiger in die 2. Liga: Haßfurt                                                                                              |
| 1993/94           | ESC Dorfen            | ERC Haßfurt         | V.     | Bayernliga wird viertklassig |
| 1992/93           | EC Pfaffenhofen       | EV Regensburg       | V.     | Aufsteiger RL: Regensburg |
| 1991/92           | ETC Crimmitschau      | ERC Haßfurt         | V.     | Aufsteiger RL: Crimmitschau, Eishockey in EC Ulm/Neu-Ulm, Haßfurt                                                               |
| 1990/91           | EV Bad Wörishofen     | EV Moosburg         | V.     | Aufsteiger RL: Bad Wörishofen, SV Gendorf, ERC Ingolstadt, Moosburg, ESV Bad Bayersoien                                         |
| 1989/90           | ERV Schweinfurt       | ERSC Amberg         | V.     | Aufsteiger RL: Schweinfurt, Weiden, Amberg, ERC Lechbruck                                                                       |
| 1988/89           | EHC Bad Reichenhall   | EC Pfaffenhofen     | V.     | Aufsteiger RL: Bad Reichenhall, Wörishofen, Selb                                                                                |
| 1987/88           | VFL Waldkraiburg      | Kulmbacher EC       | V.     | Aufsteiger RL: Waldkraiburg, Kulmbacher EC, Germering                                                                           |
| 1986/87           | EV Pegnitz            | EC Bad Reichenhall  | V.     | Aufsteiger RL: Pegnitz, Bad Reichenhall                                                                                         |
| 1985/86           | EV Bad Wörishofen     | TSV Schliersee      | V.     | Aufsteiger RL: Bad Wörishofen, Oberstdorf, Schliersee, Dorfen, Lechbruck                                                        |
| 1984/85           | EC Hedos München      | TSV Königsbrunn     | V      | Aufsteiger RL: München, Königsbrunn, Schweinfurt, Erding                                                                        |
| 1983/84           | EV Dingolfing         | EHC Straubing       | V      | Aufsteiger RL: Dingolfing, Straubing, Moosburg, Berchtesgaden, TSV Trostberg, Deggendorf,                                       |
| 1982/83           | ESV Burgau            | EV Berchtesgaden    | V      | Aufsteiger RL: Burgau, Mittenwald, Dorfen, Memmingen                                                                            |
| 1981/82           | ERSC Amberg           | ESV Buchloe         | V      | Aufsteiger RL: Amberg, Buchloe, Pegnitz, EHC 80 Nürnberg                                                                        |
| 1980/81           | SC Reichersbeuern     | SV Gendorf          | V      | Aufsteiger RL: Reichersbeuern, Gendorf, Waldkraiburg, TSV Marktoberdorf                                                         |
| 1979/80           | SV Bayreuth           | EC Geisenhausen     | V      | Aufsteiger RL: Bayreuth |
| 1978/79           | EA Schongau           | EV Kempten          | V      | Aufsteiger RL: Schongau, Kempten, ESV Burgau, TSV Trostberg                                                                     |
| 1977/78           | TSV Farchant          | EC Bad Reichenhall  | V      | Aufsteiger RL: Farchant, Bad Reichenhall, ERC Ingolstadt, SC Gaißach                                                            |
| 1976/77           | TSV Königsbrunn       | EV Fürstenfeldbruck | V      | Aufsteiger RL (4. Liga): Königsbrunn, Fürstenfeldbruck                                                                          |
| 1975/76           | EV Pegnitz            |                     | V      | Aufsteiger RL (4. Liga): Pegnitz, Deggendorf, Waldkraiburg                                                                      |
| 1974/75           | SC Reichersbeuern (?) |                     | V      | Aufsteiger in die RL (4. Liga): Reichersbeuern, Wörishofen, SV Hohenfurch, Lechbruck                                            |
| 1973/74           | SV Hohenfurch         |                     | I V    | Aufsteiger in neue RL (I V. Liga): ERC Sonthofen, EC Oberstdorf, TSV Schliersee, EV Berchtesgaden, TuS Geretsried (BLL-Meister) |
| 1972/73           | EHC 70 München        |                     | I V    | Aufsteiger in die Oberliga: EHC 70 und SG Moosburg                                                                              |
| 1971/72           | SC Reichersbeuern     | SV Hohenfurch       | I V    | Aufsteiger in die RL (3. Liga): Münchener EV und EC Peiting                                                                     |
| 1970/71           | TSV Peißenberg        |                     | I V    | Aufsteiger in die RL (3. Liga): Peißenberg, Selb (BLL-Meister)                                                                  |
| 1969/70           | EHC Klostersee        |                     | I V    | Aufsteiger in die RL (3. Liga): Klostersee, TSV Straubing, Inzell, EV Fürstenfeldbruck, Augsburger EV 1b                        |
| 1968/69           | EV Landshut 1b        | TSV Straubing       | I V    | Aufsteiger in die Regionalliga (3. Liga): EV Landshut 1b                                                                        |

### Saisonstatistik 1948 bis 1968
1948 wurde die Bayerische Landesliga eingeführt. Der Landesligameister wurde bis 1968 auch als Bayerischer Meister bezeichnet.
| Landesliga-Saison | Bayerischer Meister | Vizemeister    | Klasse | Endrundeninfo |
| ----------------- | ------------------- | -------------- | ------ | --- |
| 1967/68           | EV Berchtesgaden    | EV Regensburg  | I V    | Berchtesgaden steigt in die Natureis-Bayernliga. Regensburg und der EC Bad Tölz 1. b steigen in die drittklassige Regionalliga auf.                  |
| 1966/67           | SC Reichersbeuern   | VER Selb       | I V    | Beide steigen in die drittklassige Regionalliga auf.                                                                                                 |
| 1965/66           |                     |                | I V    | Da die Regionalliga zur Saison 1966/67 von vier auf zwei Gruppen reduziert wurde, gab es keine Aufsteiger.                                           |
| 1964/65           | SV Hohenfurch       |                | I V    | Klostersee, Garmisch und Lechbruck steigen in die neue drittklassige Regionalliga auf.                                                               |
| 1963/64           | Augsburger EV       | EHC Klostersee | I V    | Augsburger steigt in die drittklassige Gruppenliga auf.                                                                                              |
| 1962/63           | Münchener EV        |                | I V    | München steigt in die drittklassige Gruppenliga auf.                                                                                                 |
| 1961/62           | EV Rosenheim        |                | I V    | Rosenheim steigt in die neue drittklassige Gruppenliga auf.                                                                                          |
| 1960/61           | EC Oberstdorf       |                | I I I  | Oberstdorf (Dt. LL-Vizemeister) stieg in die Oberliga (2. Liga) auf und die Plätze 2 bis 6 waren Gründungsmitglieder der neuen Gruppenliga (3. Liga) |
| 1959/60           | ERC Sonthofen       |                | I I I  | Sonthofen (Deutscher Landesligameister) steigt in die Oberliga auf.                                                                                  |
| 1958/59           | EV Landsberg        | HG/SG Nürnberg | I I I  | Landsberg (auch süddt. Meister) und Nürnberg steigen in die Oberliga auf.                                                                            |
| 1957/58           | SC Ziegelwies       | TEV Miesbach   | I I    | Ziegelwies (auch süddt. Meister) und Miesbach steigen in die Oberliga auf.                                                                           |
| 1956/57           | EV Landshut         |                | I I    | Landshut (auch süddt. Meister) steigt in die erstklassige Oberliga auf.                                                                              |
| 1955/56           | ESV Kaufbeuren      | HG Nürnberg    | I I    | Kaufbeuren (Süddt. Vizemeister) steigt in die Oberliga (1. Liga) auf.                                                                                |
| 1954/55           | TEV Miesbach        | EV Landshut    | I I    | Miesbach verzichtet auf sein Aufstiegsrecht, Weßling bleibt Oberligist.                                                                              |
| 1953/54           | EV Rosenheim        | ESV Kaufbeuren | I I    | Rosenheim (Dt. Zweitliga-Vizemeister), Weßling gewinnt Relegation und bleibt Oberligist.                                                             |
| 1952/53           | SC Weßling          |                | I I    | Weßling steigt in die Oberliga (1. Liga) auf. |
| 1951/52           | TEV Miesbach        | EV Landshut    | I I    | Miesbach verliert die Relegation gegen den Oberligisten EV Rosenheim und steigt nicht auf                                                            |
| 1950/51           | EV Rosenheim        | EV Landshut    | I I    | Rosenheim gewinnt Relegation gegen Tegernsee (OL) und steigt in die erstklassige Oberliga auf.                                                       |
| 1949/50           | EC Bad Tölz         | EV Landshut    | I I    | Bad Tölz steigt in die erstklassige Oberliga auf. |
| 1948/49           | EV Tegernsee        | EV Landshut    | I I    | Der EV Tegernsee (Süddt. Meister) steigt in die Oberliga (1. Liga) auf.                                                                              |

### Saisonstatistik 1912 bis 1948
| Saison    | Bayerischer Meister  | Finalist       | Ergebnis      | Bayerische Teilnehmer an der deutschen Meisterschaft |
| --------- | -------------------- | -------------- | ------------- | --- |
| 1947/48   | EV Füssen            | SC Riessersee  | 6:5           | SC Riessersee (Deutscher Meister), EV Füssen (3. Platz) und HC Augsburg waren die bayerischen Aufsteiger in die neu eingeführte erstklassige Oberliga. Weiterer Teilnehmer war der EV Tegernsee. |
| 1946/47   | SC Riessersee        | ESV Füssen     | 4:3           | SC Riessersee (Deutscher Meister), EV Füssen |
| 1945/46   | SC Riessersee        | EV Füssen      | 5:0           | keine Austragung |
| 1944/45   |                      |                |               | kriegsbedingt keine Austragung |
| 1943/44   | Riessersee           | EV Füssen      | 4:3           | EV Füssen (4. Platz) trat für Riessersee an. |
| 1942/43   | Riessersee           | EV Füssen      |               | SC Riessersee, EV Füssen |
| 1941/42   | Riessersee           | EV Füssen      |               | SC Riessersee, EV Füssen |
| 1940/41   | Riessersee           | EV Füssen      |               | SC Riessersee (Deutscher Meister), EV Füssen |
| 1939/40   | Riessersee           | EV Füssen      |               | SC Riessersee (3. Platz), EV Füssen gewinnt den Leinweber-Pokal. |
| 1938/39   | SC Riessersee        | EV Füssen      | 6:1           | SC Riessersee, EV Füssen |
| 1937/38   | SC Riessersee        | EV Füssen      |               | SC Riessersee (Deutscher Meister), EV Füssen (4. Platz) |
| 1936/37   | SC Riessersee        | HG Nürnberg    | 3:0           | SC Riessersee (Deutscher Vizemeister), HG Nürnberg, EV Füssen |
| 1935/36   | SC Riessersee        | ESV Füssen     |               | SC Riessersee (Dt. Vizemeister), EV Füssen (3. Platz), HG Nürnberg |
| 1934/35   | SC Riessersee        | ESV Füssen     | 1:0           | SC Riessersee (Deutscher Meister), EV Füssen (D-Vizemeister) |
| 1933/34   | ESV Füssen           | SC Riessersee  | 1:1           | SC Riessersee (Deutscher Vizemeister), ESV Füssen (3. Platz) |
| 1932/33   | SC Riessersee        | ESV Füssen     | 2:0           | SC Riessersee (Deutscher Vizemeister), EV Füssen (3. Platz) |
| 1931/32   | Münchener EV         | SC Riessersee  | [ 11 ] [ 12 ] | SC Riessersee (Deutscher Vizemeister), Münchener EV (3. Platz) |
| 1930/31   | SC Riessersee        | Münchener EV   | Tabelle       | SC Riessersee, Münchener EV |
| 1929/30   | SC Riessersee        | ESV Füssen     | 1:0           | EV Füssen (3. Platz), SC Riessersee |
| 1928/29   | ESV Füssen           | SC Riessersee  | 1:0           | SC Riessersee (Deutscher Vizemeister), ESV Füssen (3. Platz) |
| 1927/28   | SC Riessersee        | ESV Füssen     | 2:1           | SC Riessersee (Deutscher Vizemeister), ESV Füssen (3. Platz) |
| 1926/27   | SC Riessersee        | HG Nürnberg    | 8:2           | SC Riessersee (Deutscher Meister), ESV Füssen (3. Platz), Münchner EV, |
| 1925/26   | Münchener EV         | SC Riessersee  | 2:1           | SC Riessersee (Halbfinale), Münchner EV |
| 1924/25   | nicht vergeben       |                |               | SC Riessersee (Deutscher Vizemeister), Münchener EV (3. Platz) |
| 1923/24   | SC Riessersee        | MTV München    |               | SC Riessersee (Deutscher Vizemeister) |
| 1922/23   | MTV München          |                |               | Keiner |
| 1921/22   | MTV München          | HG Nürnberg    | 2:0           | MTV München 1879 (Deutscher Meister) |
| 1920/21   | MTV München          |                |               | MTV München 1879 (Deutscher Vizemeister) |
| 1919/20   | MTV München von 1879 | Nürnberger HTC | 8:1           | MTV München 1879 (Deutscher Vizemeister) |
| 1914–1919 |                      |                |               | kriegsbedingt keine Austragung |
| 1913/14   |                      |                |               | MTV München 1879 Deutscher Vizemeister und Südd. Meister |
| 1912/13   |                      |                |               | MTV München 1879 (Deutscher Vizemeister), Münchener EV, Münchner SC und SC Monachia München |

Quelle: passionhockey.com

### Statistik der Bayerischen Meister
| Mannschaft          | Regierungsbezirk | Bayerische Meisterschaften | davon als 2. Liga | davon als 3. Liga | davon als 4. Liga | davon als 5. Liga |
| ------------------- | ---------------- | -------------------------- | ----------------- | ----------------- | ----------------- | ----------------- |
| SC Riessersee       | Oberbayern       | 17                         | 17                |                   |                   |                   |
| MTV München         | Oberbayern       | 4                          | 4                 |                   |                   |                   |
| EV Füssen           | Schwaben         | 4                          | 3                 |                   | 1                 |                   |
| TEV Miesbach        | Oberbayern       | 4                          | 2                 |                   | 2                 |                   |
| Starbulls Rosenheim | Oberbayern       | 4                          | 2                 |                   | 2                 |                   |
| ERV Schweinfurt     | Unterfranken     | 4                          |                   |                   | 2                 | 2                 |
| Münchener EV        | Oberbayern       | 3                          | 2                 |                   | 1                 |                   |
| ERC Sonthofen       | Schwaben         | 3                          |                   | 1                 | 2                 |                   |
| EHC Bayreuth        | Oberfranken      | 3                          |                   |                   | 2                 | 1                 |
| Höchstadter EC      | Mittelfranken    | 3                          |                   |                   | 2                 | 1                 |
| TSV Königsbrunn     | Schwaben         | 3                          |                   |                   | 2                 | 1                 |
| SC Reichersbeuern   | Oberbayern       | 3                          |                   |                   | 2                 | 1                 |
| EHC Waldkraiburg    | Oberbayern       | 3                          |                   |                   | 2                 | 1                 |
| EV Landshut         | Niederbayern     | 2                          | 1                 |                   | 1                 |                   |
| HC Landsberg        | Oberbayern       | 2                          |                   | 1                 | 1                 |                   |
| SV Hohenfurch       | Oberbayern       | 2                          |                   |                   | 2                 |                   |
| EHC Klostersee      | Oberbayern       | 2                          |                   |                   | 2                 |                   |
| ESC Dorfen          | Oberbayern       | 2                          |                   |                   | 1                 | 1                 |
| EHC Memmingen       | Schwaben         | 2                          |                   |                   | 1                 | 1                 |
| EV Bad Wörishofen   | Schwaben         | 2                          |                   |                   |                   | 2                 |
| EV Pegnitz          | Oberfranken      | 2                          |                   |                   |                   | 2                 |
| EA Schongau         | Oberbayern       | 2                          |                   |                   |                   | 2                 |
| EC Bad Tölz         | Oberbayern       | 1                          | 1                 |                   |                   |                   |
| ESV Kaufbeuren      | Schwaben         | 1                          | 1                 |                   |                   |                   |
| EV Tegernsee        | Oberbayern       | 1                          | 1                 |                   |                   |                   |
| SC Weßling          | Oberbayern       | 1                          | 1                 |                   |                   |                   |
| SC Ziegelwies       | Oberbayern       | 1                          | 1                 |                   |                   |                   |
| EC Oberstdorf       | Schwaben         | 1                          |                   | 1                 |                   |                   |
| Augsburger EV       | Schwaben         | 1                          |                   |                   | 1                 |                   |
| EV Berchtesgaden    | Oberbayern       | 1                          |                   |                   | 1                 |                   |
| TSV Erding          | Oberbayern       | 1                          |                   |                   | 1                 |                   |
| Wanderers Germering | Oberbayern       | 1                          |                   |                   | 1                 |                   |
| EHC Klostersee      | Oberbayern       | 1                          |                   |                   | 1                 |                   |
| EV Lindau           | Schwaben         | 1                          |                   |                   | 1                 |                   |
| EHC 70 München      | Oberbayern       | 1                          |                   |                   | 1                 |                   |
| EHC München         | Oberbayern       | 1                          |                   |                   | 1                 |                   |
| ESC München         | Oberbayern       | 1                          |                   |                   | 1                 |                   |
| EHF Passau          | Niederbayern     | 1                          |                   |                   | 1                 |                   |
| TSV Peißenberg      | Oberbayern       | 1                          |                   |                   | 1                 |                   |
| ERSC Amberg         | Oberpfalz        | 1                          |                   |                   |                   | 1                 |
| EHC Bad Reichenhall | Oberbayern       | 1                          |                   |                   |                   | 1                 |
| ESV Burgau          | Schwaben         | 1                          |                   |                   |                   | 1                 |
| Crimmitschau        | Sachsen          | 1                          |                   |                   |                   | 1                 |
| EV Dingolfing       | Niederbayern     | 1                          |                   |                   |                   | 1                 |
| TSV Farchant        | Oberbayern       | 1                          |                   |                   |                   | 1                 |
| Hedos München       | Oberbayern       | 1                          |                   |                   |                   | 1                 |
| EC Pfaffenhofen     | Oberbayern       | 1                          |                   |                   |                   | 1                 |

Aktuell bis Saison 2024/25

### BEV Playoff-Meisterschaften
Im Rahmen der 2016/17 eingeführten Verzahnungsrunde Oberliga Süd / Bayernliga wurde unter dem Dach des BEV bis 2017/18 der BEV Playoff-Meister ausgespielt. Ab 2018/19 qualifizieren sich in der Verzahnungsrunde, mit 2 Teilnehmern der OLS und 8 Teilnehmern der BYL, zwei Teams für die Oberliga. Die BEV-Playoff-Meisterschaft wird vorerst nicht mehr ausgespielt.
| Saison  | Sieger           | Finalist  | Serie | Spiel 1 | Spiel 2 | Spiel 3  | Spiel 4 | Spiel 5 |
| ------- | ---------------- | --------- | ----- | ------- | ------- | -------- | ------- | ------- |
| 2016/17 | EHC Waldkraiburg | EV Lindau | 3:2   | 1:5     | 0:2     | 2:1      | 5:2     | 5:2     |
| 2017/18 | ECDC Memmingen   | EV Lindau | 2:1   | 7:3,    | 3:6     | 2:1 n. V | –       | –       |

### Nordbayerischer und Südbayerischer Meister
Von 1919 bis 1951 wurden auch Zeitweise die Nord- und Südbayerischen Meister ermittelt.
| Saison  | Nordbayerischer Meister | Südbayerischer Meister |
| ------- | ----------------------- | ---------------------- |
| 1919/20 | Nürnberger HC           | MTV München            |
| 1920/21 |                         | Münchener EV           |
| 1921/22 | HG Nürnberg             | MTV München            |
| 1922/23 |                         | MTV München            |
| 1923/24 | HG Nürnberg             |                        |
| 1924/25 | HG Nürnberg             | SC Riessersee          |
| 1925/26 | HG Nürnberg             | SC Riessersee          |
| 1926/27 | HG Nürnberg             |                        |
| 1927/28 |                         |                        |
| 1928/29 | HG Nürnberg             | SC Riessersee (?)      |
| 1929/30 |                         |                        |
| 1931/32 | HG Nürnberg             |                        |
| 1932/33 | HG Nürnberg             |                        |
| 1933/34 | HG Nürnberg             |                        |
| 1935/36 | HG Nürnberg             |                        |
| 1936/37 |                         |                        |
| 1949/50 | EC Donaustauf           |                        |

Quelle: passionhockey.com

## Pokalwettbewerbe

### Bayernkrug
Der Bayernkrug war ein Eishockey-Landespokal des Bundeslandes Bayern. Er wurde – mit Pausen – jährlich unter der Spielleitung des BEV ausgerichtet. Teilnahmeberechtigt waren ursprünglich alle beim BEV gemeldeten Seniorenmannschaften; ab 2010 waren Mannschaften der Bayernliga nicht mehr zugelassen. Da die vom Bayerischen Eissport-Verband gewünschte Mindestzahl von Mannschaften regelmäßig überschritten wurde, wurden im Vorfeld Qualifikationsspiele ausgetragen, um dann in einer 16er Runde starten zu können. Gespielt wurde im K.-o.-System mit Hin- und Rückspiel, wobei die Ergebnisse zusammengezählt wurden. Bei Gleichstand nach dem Rückspiel wurde der Sieger im Penalty-Schießen ermittelt. Unterklassige Vereine hatten grundsätzlich im Hinspiel Heimrecht – die Vereine konnten im gegenseitigen Einvernehmen aber davon abweichen. Der Wettbewerb wurde wegen nachlassendem Interesse 2011 eingestellt.
| Saison  | Sieger                 | Finalist        | Gesamt | Hinspiel | Rückspiel |
| ------- | ---------------------- | --------------- | ------ | -------- | --------- |
| 1991/92 | EC Planegg-Geisenbrunn | EC Senden       |        |          |           |
| 1992/93 | EC Senden              | EC Schwaig      |        |          |           |
| 1993/94 | EV Aich                | Höchstadter EC  |        |          |           |
| 1994/95 | ESV Bayreuth           | Höchstadter EC  |        |          |           |
| 1995/96 | ESV Bayreuth           | Höchstadter EC  | 18:8   | 12:4     | 6:4       |
| 1996/97 | Höchstadter EC         |                 |        |          |           |
| 1999/00 | EHC Waldkraiburg       | Bad Reichenhall | 21:10  | 7:4      | 14:6      |
| 2001/02 | EV Landsberg 2000      | EV Pegnitz      | 18:5   | 7:5      | 11:0      |
| 2003/04 | TSV Peißenberg         | ESV Buchloe     | 12:9   | 6:6      | 6:3       |
| 2004/05 | ECDC Memmingen         | ESV Buchloe     | 10:6   | 8:6      | 2:0       |
| 2005/06 | EHF Passau Black Hawks | ERV Schweinfurt | 5:3    | 1:2      | 4:1       |
| 2006/07 | VER Selb               | EV Lindau       | 10:9   | 5:7      | 5:2       |
| 2007/08 | EHC Bayreuth           | EA Schongau     | 7:5    | 3:3      | 4:2       |
| 2008/09 | EHC Bayreuth           | EV Regensburg   | 8:6    | 3:1      | 5:5       |
| 2009/10 | EV Weiden              | EA Schongau     | 9:3    | 2:2      | 7:1       |
| 2010/11 | EHC Waldkraiburg       | EV Pegnitz      | 5:3    | 2:1      | 3:2       |

Quelle: bev-eissport.de 

### BEV-Pokal
Zur Saison 2016/17 führte der BEV einen neuen Pokalwettbewerb ein. Dieser soll insbesondere den Clubs zusätzliche Spielmöglichkeiten schaffen, die nicht an den Play-off- bzw. Endrunden ihrer Liga teilnehmen. Die erste Austragung startete am 10. Februar 2017. Erster Sieger dieses Wettbewerbes wurde 2017 der VfE Ulm/Neu-Ulm. Ab der Saison 2019/20 wird der BEV-Pokal nur noch auf Bezirksebene (32 Mannschaften) ausgetragen. Wegen der Spielplananpassung an die Bezirksliga 2020/21, bedingt durch die COVID-19-Pandemie, kann der BEV-Pokal in dieser Saison nicht ausgetragen werden.
| Saison  | Sieger                 | Finalist            | Gesamt | Hinspiel | Rückspiel |
| ------- | ---------------------- | ------------------- | ------ | -------- | --------- |
| 2016/17 | VfE Ulm/Neu-Ulm        | SE Freising         | 11:3   | 6:2      | 5:1       |
| 2017/18 | VfE Ulm/Neu-Ulm        | EHC Waldkraiburg 1b | 8:7    | 4:5      | 4:2       |
| 2018/19 | ESV Dachau Woodpeckers | ERSC Ottobrunn      | 7:7    | 4:3      | 3:4 n. P. |
| 2019/20 | Wanderers Germering    | EHC Waldkraiburg 1b | 10:6   | 5:4      | 5:2       |
| 2020/21 | keine                  | Ausspielung         |        |          |           |
| bis     | keine                  | Ausspielung         |        |          |           |
| 2024/25 | keine                  | Ausspielung         |        |          |           |

Quelle: bev-eissport.de 